# 曼德海峡
曼德海峡（羅馬化：Bab-el-Mandeb，直译：「泪之门」）是连接红海和亚丁湾的海峡，位于红海南端，也门、吉布提和厄立特里亚之间。

## 命名
在中新世时期，古环境和构造活动创造了连接也门和埃塞俄比亚的广阔陆桥——达纳基勒地峡（Danakil Isthmus）。在过去的十万年里，地球的活动令海峡的交替开闭，持人类单地起源说的人士多认为曼德海峡是人类自东非向外迁移的第一站。据推测，当时的海平面比现在低得多，海峡也更浅、甚至无水，使得这一地区发生人类迁徙运动成为可能。根据埃塞俄比亚正统合性教会的传说，曼德海峡见证了最早的吉兹语使用者进入非洲的迁徙，该事件大约发生在公元前1900年左右。
曼德海峡在阿拉伯语中意为“泪之门”（音译为巴布·厄尔·曼德，“巴布”意为“门”，“曼德”的意思是“流泪”），传说是在一场导致许多人丧生的地震中形成的，也有说法是因为该海峡航道复杂，礁石密布，风力强劲，沉船累累，旅人时常潸然泪下。还有说法认为海峡的悬崖间时常能听到可怕声响，令船夫受惊落泪，因此得名。:356

## 贸易与历史

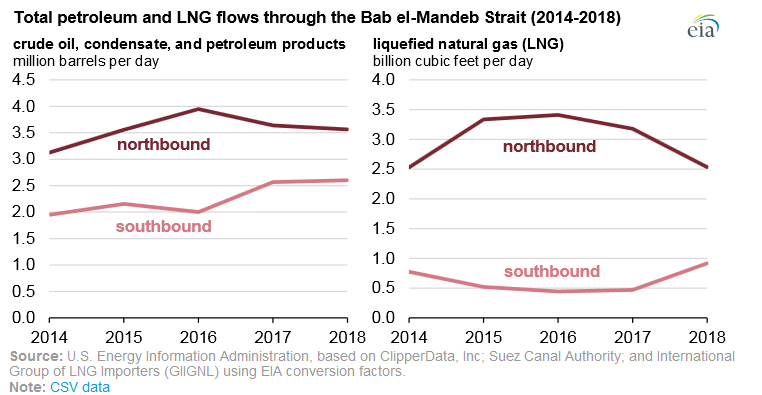
2014—2018年石油产品和液化天然气通过海峡的数据

16世纪起，葡萄牙、法国、英国等殖民国家先后来到曼德海峡并试图占领海峡。1799年，英国东印度公司单方面占领了扼守海峡要冲的丕林岛，英国政府在1857年宣称对其拥有所有权，并在1861年在那里建立了一座灯塔，用以控制红海和通过苏伊士运河的贸易路线，1967年该岛主权被移交给也门民主人民共和国，而在曼德海峡对岸先后成立了吉布提和厄立特里亚两个非洲国家。2008年，阿拉伯商人塔里克·本·拉丹宣布要建造一架横跨曼德海峡，连接也门和吉布提的“号角之桥”（Bridge of the Horns），但该计划至今毫无进展。
苏伊士运河开通后，曼德海峡随之成为具有战略地位的重要海道，目前，这里是世界最繁忙的海道之一，在2018年，每年约三万艘船只通过曼德海峡，占欧亚货物贸易量的80%，约330万桶石油每天经此地运往欧洲和美国，美国、法国、日本等国相继在曼德海峡两岸国家建有军事基地。2023年10月紅海危機以来，与以色列利益相关的商船在经过曼德海峡时遭胡塞武装攻击，造成欧亚航线的运价翻倍上涨。

## 地理

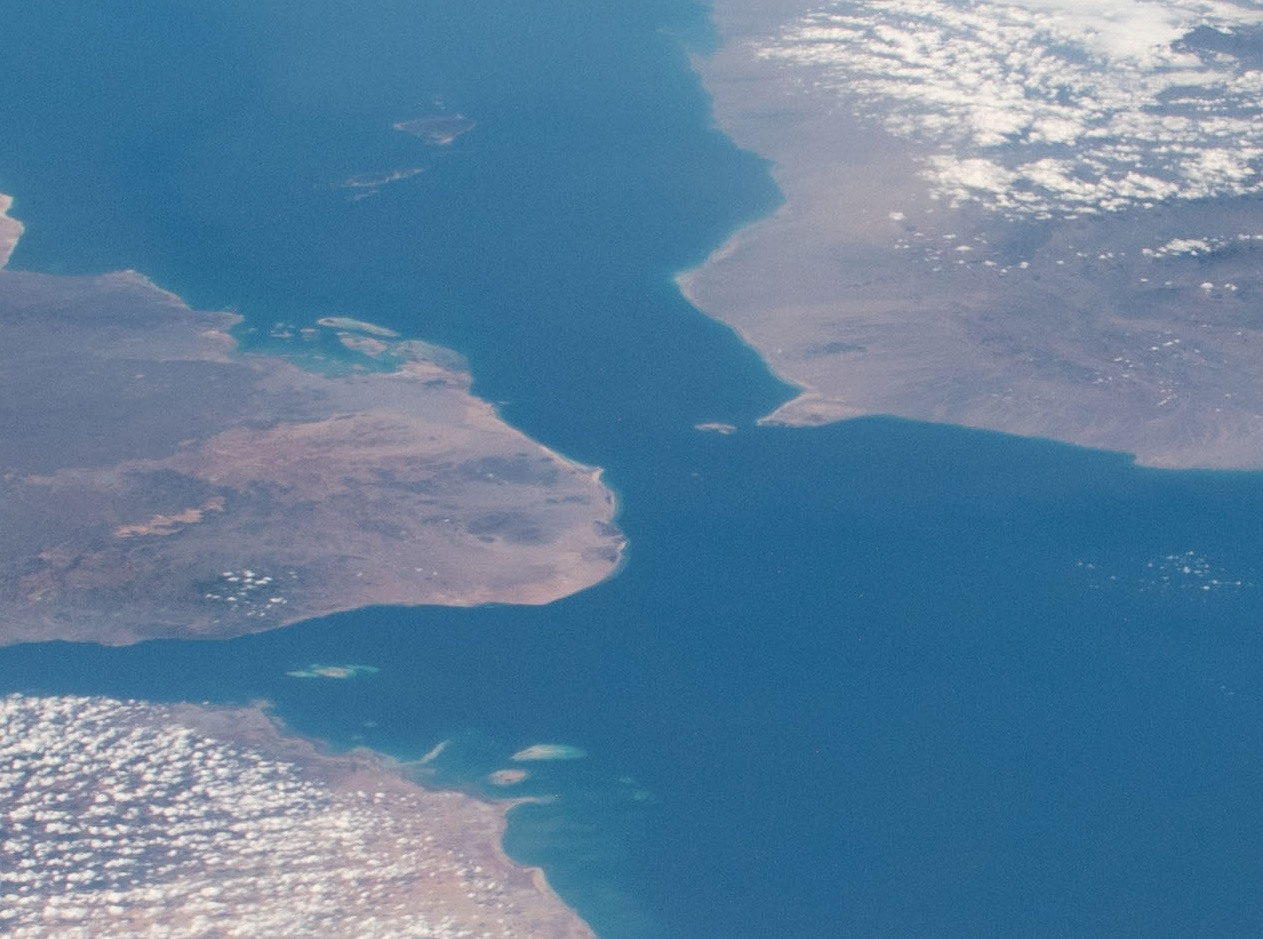
航拍曼德海峡

曼德海峡位于亚洲的阿拉伯半岛西南端及非洲大陆之间，两侧连接红海和亚丁湾，与其附近地域在地理上属于东非大裂谷东支的北端，形成于第三紀时期阿拉伯板块与非洲板块分离时地层的断裂沉陷。海峡最窄处仅30公里宽，其中又被小岛丕林岛一分为二，靠近亚洲的东半部又名“伊斯坎德海峡”（意即亚历山大的海峡），3公里宽，30米水深；靠近非洲的西半部又名“马云海峡”，25公里宽，310米深。虽然西半部远宽于东半部，但其中分布着一系列岛礁，称为“七兄弟岛”，大大降低了通行能力。